# Nalliers, Vendée

Nalliers este o comună în departamentul Vendée, Franța. În 2009 avea o populație de 2,185 de locuitori.